# دیوید ایروینگ

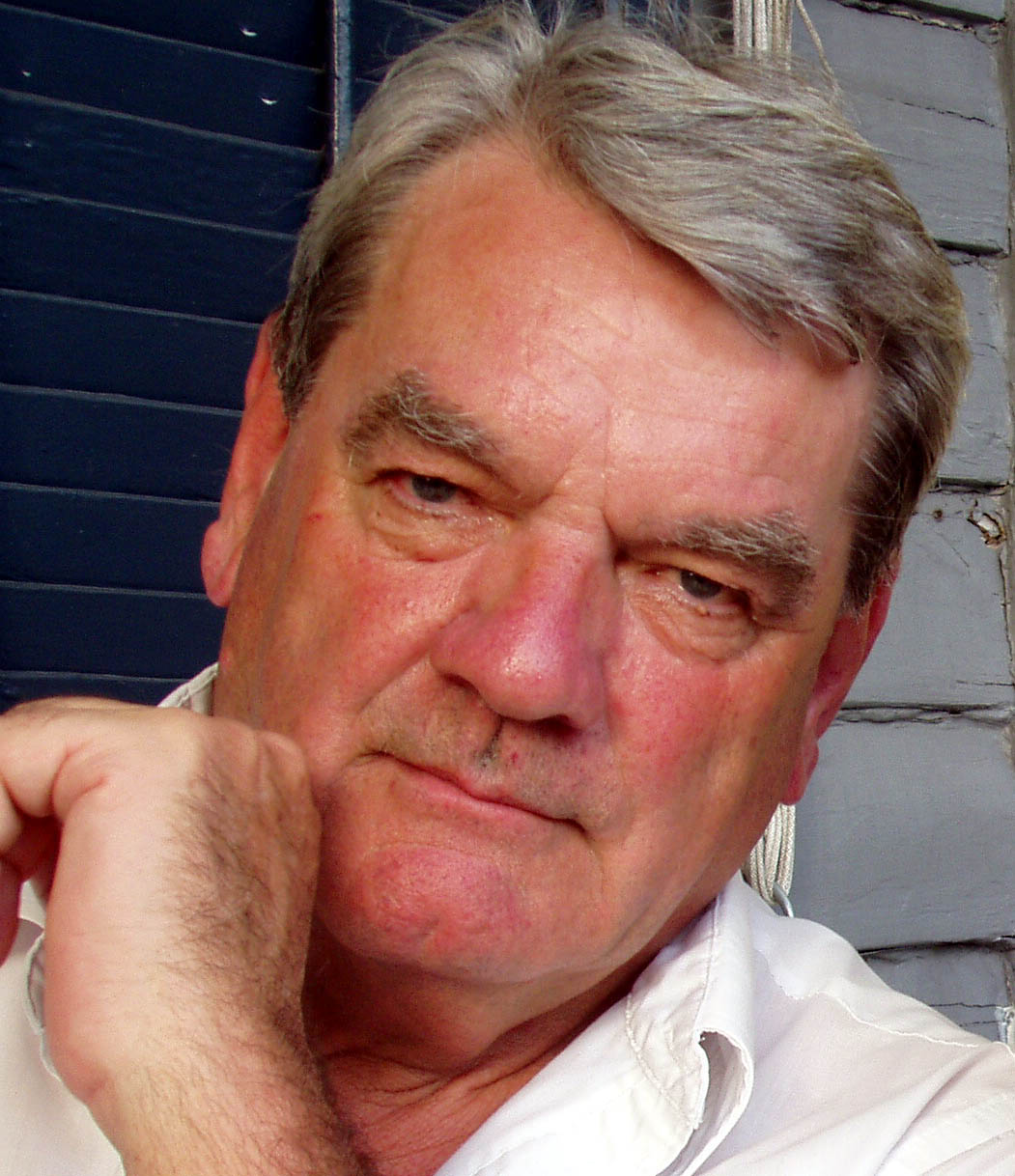
دیوید ایروینگ

دیوید جان کادول ایروینگ (به انگلیسی: David Irving) نویسنده انگلیسی است. تخصص وی در رشته تاریخ جنگ جهانی دوم است. دیوید ایروینگ یکی از مشهورترین منکران هولوکاست است.
اعتبار تاریخ‌نگاری دیوید ایروینگ در سال ۱۹۹۸ و پس از شکایت وی به جرم «افترا»، از دبرا لیپشتات تاریخ‌نگار آمریکایی و استاد مطالعات مدرن یهودیت و هولوکاست، بخاطر کتاب لیپشتات تحت عنوان انکار هولوکاست: تهاجم فزاینده علیه حقیقت و خاطره و همچنین از انتشارات پنگوئن، به عنوان ناشر کتاب، به شدت مخدوش شد. دادگاه انگلیسی رسیدگی به شکایت وی از دبرا لیپشتات، ضمن رد اتهام دیوید ایروینگ، وی را یک نژادپرست، یهودستیز و مروج افکار نئونازیسم خواند.
دیوید ایروینگ از سال ۱۹۸۸ میلادی بارها ادعا کرده بود که «هولوکاست یک افسانه است» و مدارکی در دست دارد که بر اساس آن نسل‌کشی یهودیان توسط آلمان نازی هیچگاه اتفاق نیفتاده است. وی همچنین در سال ۱۹۸۹ میلادی مدعی شد که در مرکز کشتار آشویتس-برکناو اتاق گاز وجود نداشته‌است. نهایتاً در سال ۲۰۰۶ میلادی، او خطاب به دادگاهی در اتریش، ادعایش را اشتباه و خلاف تاریخ خواند. وی همچنین مدعی شد که افکارش تغییر کرده‌است.
دیوید ایروینگ پس از اقرار به پافشاری‌اش بر انکار نسل‌کشی، در سال ۲۰۰۶ میلادی، در اتریش به سه سال زندان محکوم شد.